# Heinrich Ernst (Architekt)

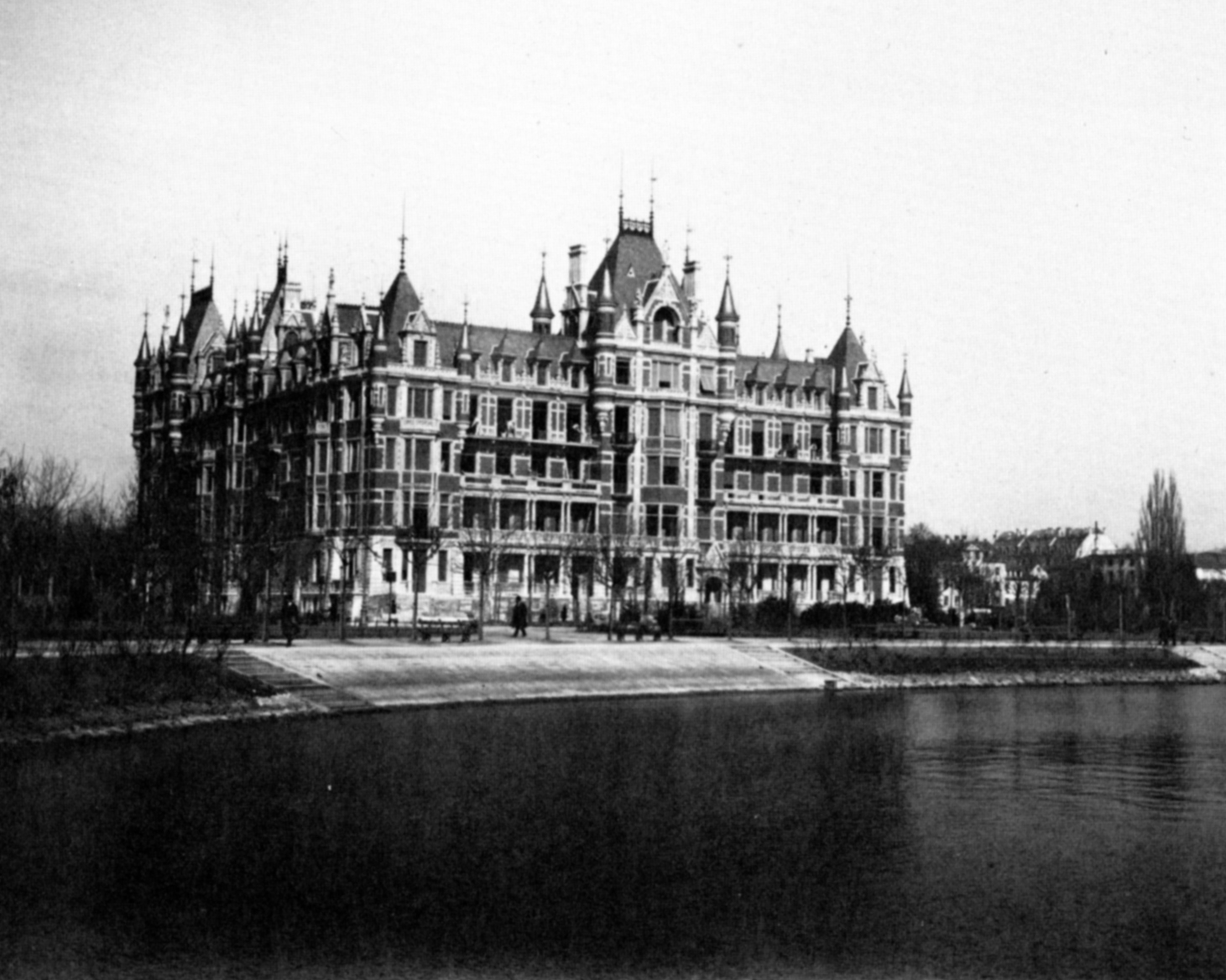
Das «Rote Schloss» in Zürich am Alpenquai (heute General-Guisan-Quai) kurz nach der Vollendung 1893

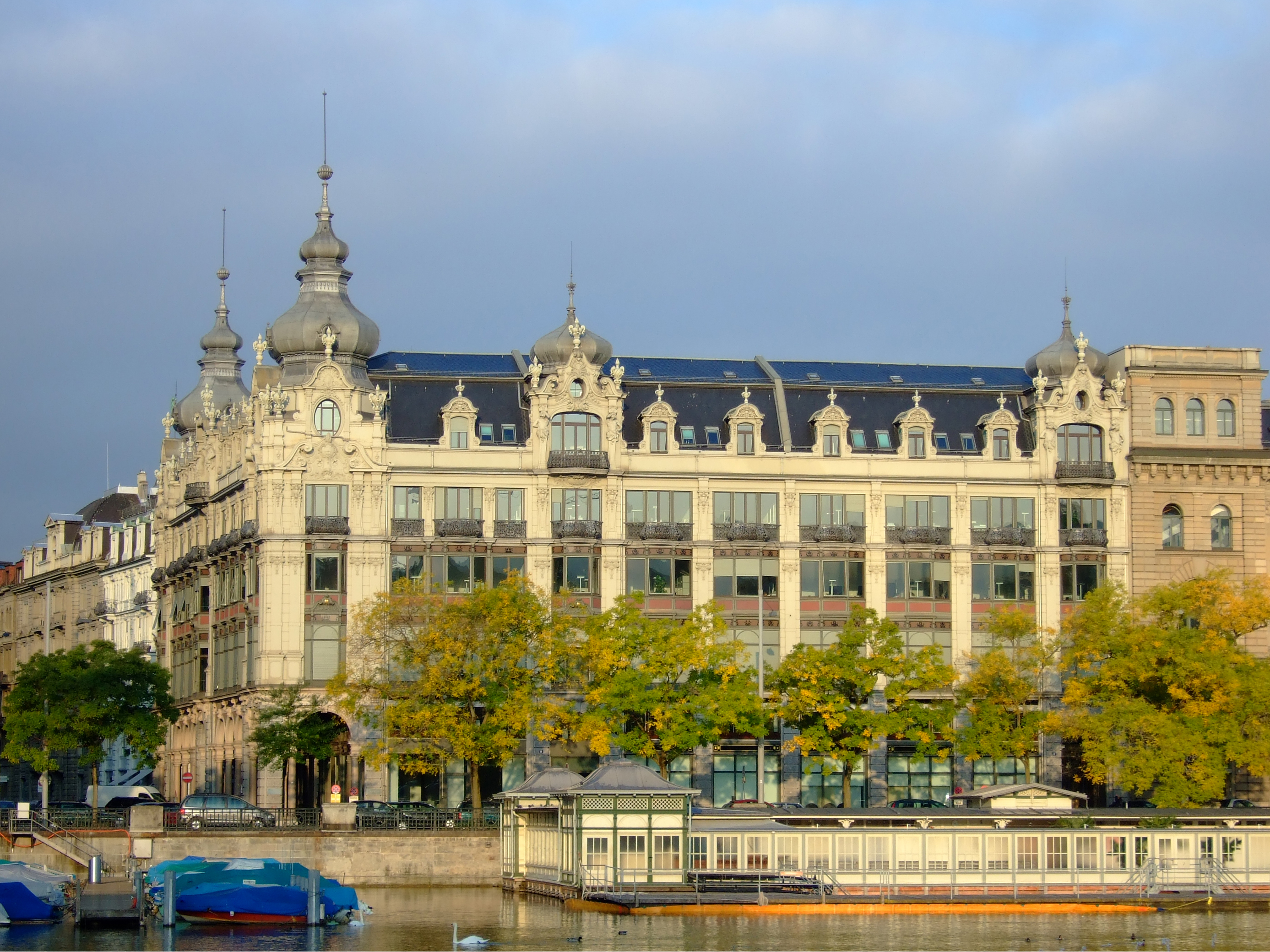
Das Haus Metropol am Stadthausquai in Zürich

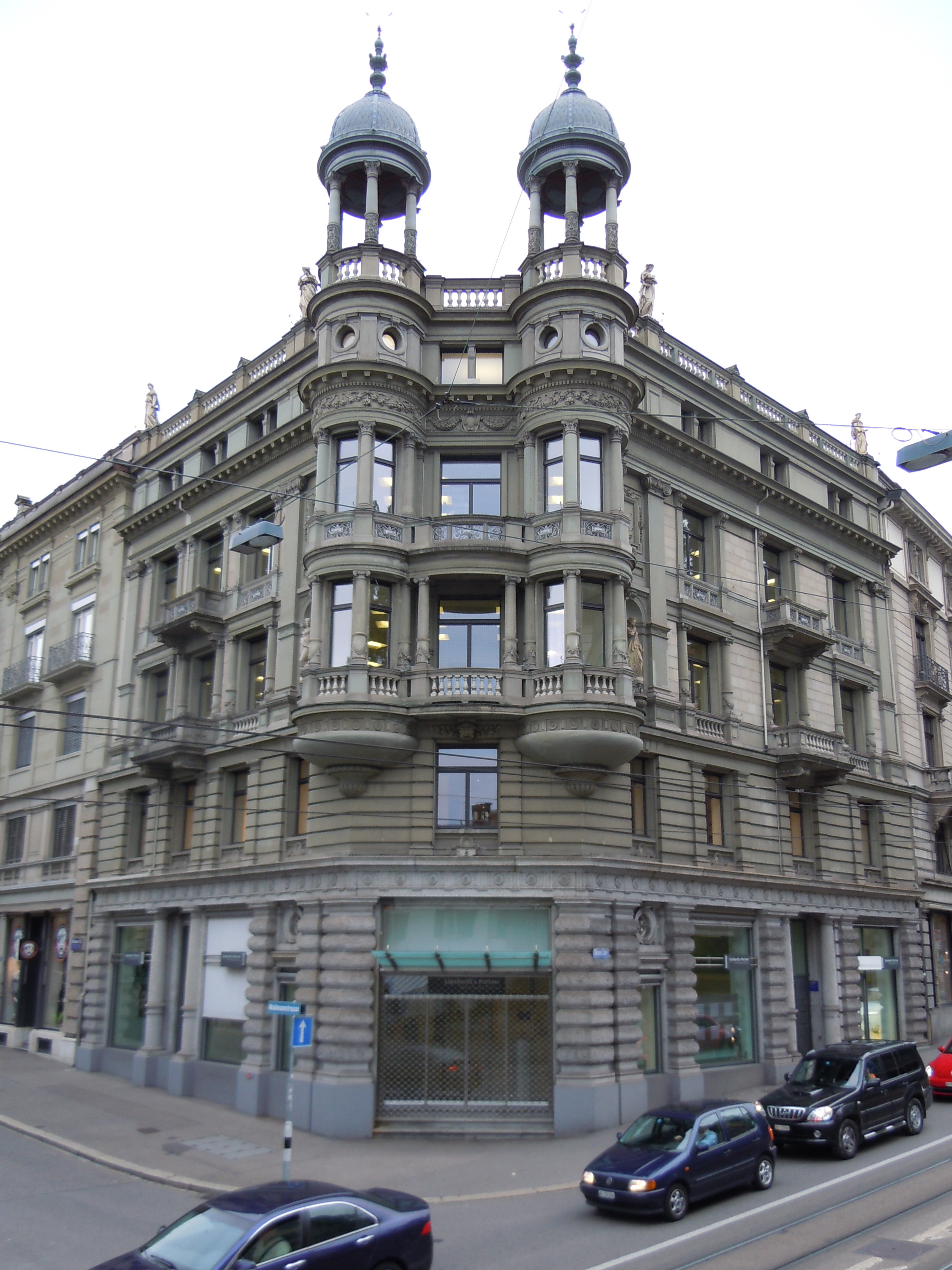
Rämistrasse 23 in Zürich

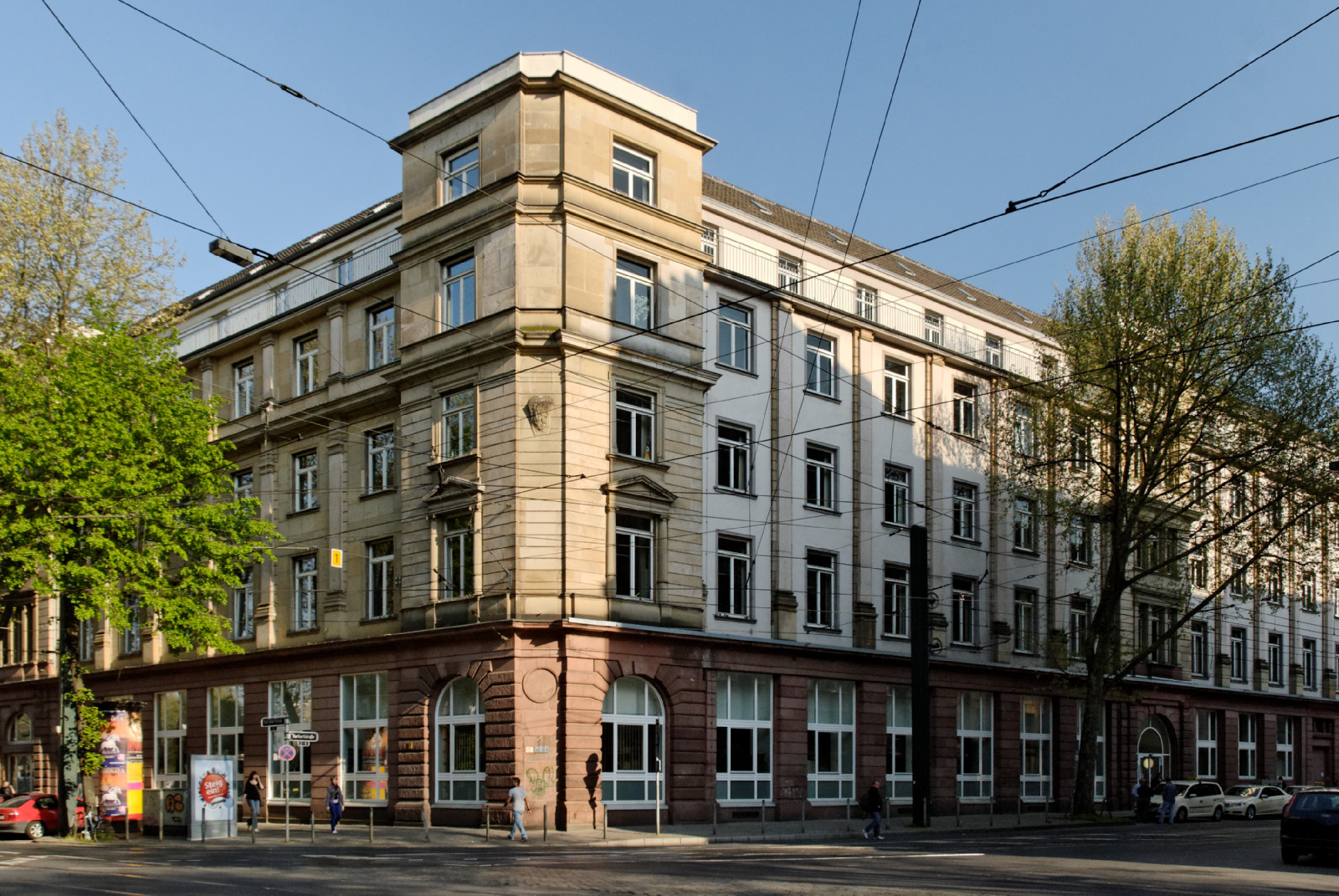
Das Hansahaus in Düsseldorf

Heinrich Ernst (* 1. April 1846 in Neftenbach, Zürich; † 23. Dezember 1916 in Pegli, Ligurien) war ein Schweizer Architekt des Historismus. Mit seinen bautechnischen, aber auch ökonomischen Innovationen war er Pionier und einer der herausragenden Baumeister und Immobilien-Spekulanten seiner Zeit in Zürich.

## Leben
Heinrich Ernst war der Sohn des Erdarbeiters Heinrich Ernst aus reformierter Familie. Nach einer Hochbauzeichnerlehre beim Baumeister Wilhelm Waser und beim Zürcher Stadtbaumeister Caspar Conrad Ulrich bis 1862 absolvierte er 1863 ein Maurer- und Steinhauerpraktikum bei Daniel Burkhard in Basel und arbeitete danach als Bauzeichner in Vevey. Nach seiner Rückkehr an die Limmat absolvierte er 1866 einen Vorkurs am Eidgenössischen Polytechnikum und darauf an dessen Bauschule. Seine Lehrer waren Gottfried Semper, Julius Stadler oder Georg Lasius. Danach arbeitete Ernst 1868 bis 1870 für Gottfried Semper am Stadthaus Winterthur und ab 1870 in Dresden bei dessen Sohn Manfred Semper unter anderem an dessen Dresdner Hof-Theater (Semperoper).
Von 1871 bis 1874 betrieb er zusammen mit dem Architekten Alexander Koch ein Architekturbüro in Zürich, danach gründete er ein eigenes Büro mit Theophil Tschudy als Partner. 1873 war Ernst nach England gereist. 1874 heiratete er seine erste Frau, Fanny Sophie Grässle.
Um eine möglichst grosse Rendite aus seinen Bauten zu erwirtschaften, übernahm er diverse britische Neuerungen im Bauprozess. Beim Bau des Geschäftshauses Metropol wandte er erstmals in Zürich standardisierte, vorfabrizierte Teile im Hochbau an. Dies ermöglichte eine frühe Form des Skelettbaus und somit freien Grundriss ohne tragende Wände im Innern. 1890 heiratete er in zweiter Ehe Helena Löwen. Ernst pflegte, nach den Worten eines seiner Vettern, «religiöse Allüren» und vertrat protestantische Auffassungen der Prädestination, was, so sein Glaube, seine Verantwortung limitierte.
Neben erfolgreichen Unternehmungen betrieb Ernst auch unlautere Machenschaften mit Immobilienspekulation und Preisdrückerei gegenüber Handwerkern sowie dem müssigen Versuch, die Entwicklung eines Metalles namens Turicum-Gold bzw. Turicum-Silber eines gewissen Mink, seines Zeichens Erfinder, zu finanzieren. Auch Ernsts Anteile an einer Zementfabrik in Oberehrendingen brachten ihm Verluste ein. Seine Baugenossenschaft Union war bald zahlungsunfähig. Die angekündigte Dividende von 7 Prozent, die er Freunden und Verwandten schuldig war, konnte er nie bezahlen.
Viele seiner Bauten realisierte Ernst auf eigenem Grund und Boden. So kaufte er die damalige Papierwerdinsel in der Limmat beim Hauptbahnhof mit der Absicht, sie mit einem Warenhaus-Komplex zu überbauen. Bei diesem Vorhaben übernahm er sich finanziell, musste Konkurs anmelden und sein Büro auflösen; es wurde von seinem früheren Mitarbeiter Otto Pfleghard übernommen. Ernst zog sich 1899 an die italienische Riviera zurück, wo seine Schwester eine Pension und später sein Sohn ein eigenes Kurhaus betrieben. Ein Nachruf in der Bauzeitung nannte den Sohn als Kurarzt dieser Kurklinik. Ernst starb, infolge eines Herzleidens mehrere Jahre ans Bett gebunden, in seiner Villa in Pegli bei Genua und wurde auf dem Berliner Friedhof Wannsee beerdigt.

## Bauten
- Kinderspital Zürich, Hofstrasse, erste Bauetappe, 1871[1]
- Linth-Escher-Schulhaus (an der Stelle des heutigen Globus)[1]
- Schulhaus Schanzengraben, 1876[1]
- Villen an der Englischviertelstrasse in Hottingen[1]
- Rotes Schloss, 1891–1893[1]
- Haus Rämistrasse 23[1]
- Haus Rämistrasse 33[1]
- Bürohaus Metropol, 1892–1893[1]
- Hansahaus in Düsseldorf, 1901–1902[1]